# Lygodactylus arnoulti
Lygodactylus arnoulti (лат.) — вид ящериц из семейства гекконовых, обитающий в центральной части Мадагаскара, где он известен из высокогорных районов Амбатоменалоха, Ибити и Итремо на высоте 1700—2100 м над уровнем моря. Населяет травянистые сообщества и саванны выше границы леса. Самки делают совместные кладки под плоскими камнями. Международный союз охраны природы отнёс вид к категории вызывающих наименьшие опасения. Видовое название arnoulti дано в честь французского ихтиолога Жака Арно (1914—1995).